# Idaea scutata
Idaea scutata är en fjärilsart som beskrevs av Fabricius 1787. Idaea scutata ingår i släktet Idaea och familjen mätare. Inga underarter finns listade i Catalogue of Life.